# 无患子目
无患子目（学名：Sapindales）属于双子叶植物，本目一般是木本植物，罕有草本植物。本目植物与蔷薇目很接近，但大多数具有复叶或分裂的出叶，雄蕊是单轮或外轮对萼，和蔷薇目又有区别。可能是从蔷薇目演化来的。
本目包括荔枝、柑橘、腰果、漆树、无患子、香椿等具有经济价值的植物，以及槭树、枫树、骆驼刺、楝树、栾树等绿化用植物。

## 分类
在APG系统中本目是真双子叶植物蔷薇类植物分支锦葵类植物分支下的一，有以下9科：
- 漆树科 Anacardiaceae
- 熏倒牛科 Biebersteiniaceae
- 橄榄科 Burseraceae
- 四合椿科 Kirkiaceae
- 楝科 Meliaceae
- 白刺科 Nitrariaceae
- 芸香科 Rutaceae
- 无患子科 Sapindaceae
- 苦木科 Simaroubaceae